# 전병호 (야구인)
전병호(田炳浩, 1973년 3월 23일 ~ )는 전 KBO 리그 삼성 라이온즈의 투수이다.

## 아마추어 시절
대구상업고등학교를 거쳐 영남대학교 재학 시절 대학 야구에서 좌완 강속구 에이스로 활약했고, 누적되어 왔던 혹사로 인해 꽤 부진하였다.

## 선수 시절

### 삼성 라이온즈시절
1996년 영남대학교를 졸업하고 1996년 1차 지명을 받아 계약금 2억 8,000만원을 받고 연고 팀 삼성 라이온즈에 입단했다. 시즌 최고 기록이 1997 시즌과 2006 시즌에 기록한 10승에 불과하지만, 줄곧 선발 투수로 등판했다. 초년 시절에는 구속이 빨라 152 km/h를 찍은 적도 있으나, 제구 불안과 슬럼프가 겹치면서 점차 자신의 스타일을 기교파로 변화시켰다. 최고 구속 130km가 안 되는 느린 구속에도 불구하고, 노련함과 다양한 변화구로 상대 타자들을 잠재우는 투구 스타일이 전병호의 전매 특허가 되었다. 특히 "흑마구"라 불리는 그의 변화구는 알고도 못 친다는 평을 받기도 했다. 현역 시절 롯데전에 특히 강했다는 특징이 있다.
한편,  베이징 올림픽 아시아 지역 예선을 앞두고 국가대표 선수로 참가하여 일본과의 경기에 선발 투수로 출전하기도 했다.
아울러, 1998년에는 당초 제4선발로 내정됐으나 갑작스럽게 중간계투로 보직이 변경됐으며  이 해 말 상무에 지원했지만 탈락했고 1999년 시즌 뒤 공익으로 입대하기도 했으며 2001년 6월 13일 제대했다.
그 후, 2002년 시즌 도중 입단한 엘비라가 2003년 성적 부진 탓인지 시즌 도중 퇴출되자 5월 28일부터 선발로 보직을  변경했다.

## 야구선수 은퇴 후
2008 시즌을 끝으로 현역에서 은퇴했으며, 2010년까지 친정 팀에서 코치로 활동하고 1년간의 휴식기를 거친 후 삼성 라이온즈의 코치로 복귀했다.
2013 시즌 후 kt 위즈로 옮겼으나, 2016 시즌 후 재계약에 실패했다. 이후 대구로 내려와서 전 삼성 라이온즈의 투수였던 이상훈과 함께 중구 남산1동에 피칭 아카데미를 열었다.

## 등번호
- '11' (1996년 ~ 2000년)
- '17' (2001년 ~ 2008년)
- '70' (2009년 ~ 2010년)
- '97' (2012년 ~ 2013년)
- '80' (2014년 ~ 현재)

## 에피소드
2006년 9월 5일, 롯데전에서 선발 투수로 등판했는데, 2이닝 동안 만루 홈런 1개를 포함한 안타를 11개 허용하면서 무려 12실점하여 패전 투수가 됐다. 만루 홈런은 내야수 이원석에게 맞았다. 이날 경기 전까지 그는 통산 롯데 자이언츠전 성적이 14승 2패, 3점대의 평균 자책점을 기록하고 있었으며, 특히 1996년 9월 3일부터 2005년 7월 19일까지 롯데를 상대로 12연승을 기록하기도 했다. 그런데 롯데 자이언츠가 이날 그를 상대로 1·2회에 타자 일순하면서 12득점하자, 일부 롯데 자이언츠 팬들은 "10년 한을 오늘에야 풀었다" 라고 표현할 정도였다. 그러나 9월 26일 롯데 자이언츠와의 경기에 선발 등판해 5이닝 1실점으로 승리 투수가 되면서 21일 전 12실점의 악몽을 떨쳐냈다.

## 출신 학교
- 대구칠성초등학교
- 경상중학교
- 대구상업고등학교
- 영남대학교

## 통산 기록
| 연도 | 팀명   | 평균자책점 | 경기 | 완투 | 완봉 | 승 | 패 | 세 | 홀 | 승률  | 타자 | 이닝     | 피안타 | 피홈런 | 볼넷 | 사구 | 탈삼진 | 실점 | 자책점 |
| ---- | ------ | ---------- | ---- | ---- | ---- | -- | -- | -- | -- | ----- | ---- | -------- | ------ | ------ | ---- | ---- | ------ | ---- | ------ |
| 1996 | 삼성   | 2.65       | 39   | 0    | 0    | 4  | 7  | 0  | 0  | 0.364 | 466  | 108 2/3  | 89     | 5      | 59   | 10   | 87     | 35   | 32     |
| 1997 | 삼성   | 4.93       | 35   | 3    | 1    | 10 | 8  | 0  | 0  | 0.556 | 590  | 131 1/3  | 138    | 14     | 65   | 10   | 76     | 81   | 72     |
| 1998 | 삼성   | 5.34       | 47   | 0    | 0    | 6  | 4  | 1  | 0  | 0.600 | 389  | 87 2/3   | 86     | 17     | 48   | 1    | 64     | 57   | 52     |
| 1999 | 삼성   | 5.68       | 44   | 0    | 0    | 3  | 2  | 0  | 0  | 0.600 | 328  | 71 1/3   | 90     | 11     | 27   | 1    | 39     | 49   | 45     |
| 2001 | 삼성   | 4.95       | 34   | 0    | 0    | 3  | 1  | 1  | 1  | 0.750 | 184  | 40       | 46     | 5      | 20   | 0    | 15     | 24   | 22     |
| 2002 | 삼성   | 3.88       | 43   | 0    | 0    | 3  | 0  | 2  | 4  | 1.000 | 267  | 62 2/3   | 71     | 10     | 13   | 6    | 35     | 30   | 27     |
| 2003 | 삼성   | 5.03       | 45   | 0    | 0    | 8  | 4  | 1  | 6  | 0.667 | 439  | 102      | 110    | 13     | 37   | 2    | 54     | 59   | 57     |
| 2004 | 삼성   | 4.20       | 21   | 0    | 0    | 5  | 2  | 0  | 2  | 0.714 | 260  | 60       | 60     | 9      | 23   | 2    | 34     | 31   | 28     |
| 2005 | 삼성   | 4.39       | 29   | 0    | 0    | 6  | 5  | 0  | 0  | 0.545 | 452  | 104 2/3  | 110    | 16     | 31   | 3    | 51     | 60   | 51     |
| 2006 | 삼성   | 3.90       | 35   | 0    | 0    | 10 | 8  | 0  | 2  | 0.556 | 584  | 134      | 146    | 10     | 47   | 5    | 65     | 69   | 58     |
| 2007 | 삼성   | 4.06       | 32   | 0    | 0    | 8  | 8  | 0  | 2  | 0.500 | 582  | 137 1/3  | 148    | 11     | 41   | 4    | 39     | 71   | 62     |
| 2008 | 삼성   | 4.99       | 27   | 0    | 0    | 6  | 6  | 0  | 0  | 0.500 | 367  | 83       | 104    | 6      | 31   | 2    | 20     | 49   | 46     |
| 통산 | 13시즌 | 4.43       | 431  | 3    | 1    | 72 | 55 | 5  | 17 | 0.567 | 4908 | 1122 2/3 | 1198   | 127    | 442  | 46   | 579    | 615  | 552    |